# Matheson (jezero)
Jezero Matheson (maorsko Te Ara Kairaumati) je majhno ledeniško jezero na Južnem otoku na Novi Zelandiji, blizu mesta Fox Glacier. To je bilo tradicionalno zbirališče hrane za lokalne Māore. Enostavna sprehajalna pot kroži okoli jezera, znanega predvsem po pogledu na gori Aoraki/Mount Cook in Tasman, ki se zrcalita v gladini.

## Geografija
Jezero Matheson je nastalo med dvema morenskima terasama, ki sta nastali zaradi hitrega umika ledenika Fox / Te Moeka o Tuawe pred 14.000 leti, ob koncu zadnjega ledeniškega obdobja. Ledenik, ki se je umikal, je pustil za seboj dolino in ogromno ledeno ploščo, izolirano z globoko plastjo morenskega proda, ki se je postopoma stopila in sesedla, da je oblikovala jezersko dno. Jezero je zdaj približno 12 kilometrov od trenutnega konca ledenika v Južnih Alpah. Morene, izplaknjeni prod in rečni prod so zajezili dolino in jezero je raslo, napajali so ga majhni potoki in pronicanje – večjih rečnih dotokov, odtokov ni.
Jezero Matheson je veliko 30 ha, obala je dolga približno 1,5 km, povprečna globina pa je 12 m. Potoki, ki ga napajajo, tečejo skozi gosto avtohtono grmičevje in se po močnem deževju pogosto nabirajo v peno. Iz gozda prenašajo organske snovi in tanine, ki obarvajo vodo temno rjavo – to je dejavnik, ki omejuje vidljivost in poveča učinek zrcaljenja iz jezera. Voda v jezeru je kisla (zabeležen pH je le 5,5), vsebuje malo hranil in včasih skoraj deoksigenirana. Vse to so značilnosti distrofnega jezera z rjavo vodo, ki kopiči organsko snov; dolgoročno se bo jezero postopoma napolnilo in postalo šotno barje.

## Zgodovina
Te Ara Kairaumati je bil tradicionalno mahinga kai (zbiralno mesto) za Maore, ki so potovali vzdolž obale, da bi nabrali pounamu. Ustavili so se ob jezeru, da bi lovili dolgoplavute jegulje ali vodne ptice. Jezero so prvi naseljenci Pākehā (Evropejci) na ravnicah reke Cook poimenovali Matheson po Murdochu Mathesonu, živinorejcu na tem območju v 1870-ih.
Od vzpona novozelandske turistične industrije v začetku 20. stoletja je jezero postalo priljubljena destinacija zaradi odseva južnih Alp. Pogled vključuje vrhove Mount Haast, La Perouse in najvišje vrhove Nove Zelandije, Aoraki / Mount Cook in Mount Tasman. Odsevi so najbolj vidni ob zori ali mraku, najboljši pogledi pa so zgodaj zjutraj v mirnem jasnem dnevu, preden veter vznemiri vodno gladino ali se na vrhovih naredijo oblaki.
Od 1950-ih je bližnji hotel Fox Glacier ponujal zgodnji jutranji izlet do jezera; obiskovalce so z avtobusom odpeljali do sedanje poti in se podali na 15-minutni sprehod skozi grmovje, brez prednosti današnjih mostov in poti. Pot je pripeljala do čolna, v katerem so jih odpeljali na Reflection Island, kjer so počakali, da se valovanje umiri in se pokaže znameniti pogled.
Ikonični pogled čez jezero je postal pogosto reproducirana podoba, predstavljena na čokoladnih škatlah, steklenicah piva, koledarjih in spominkih. Matheson je zdaj eno najbolj fotografiranih jezer na Novi Zelandiji.

## Sprehajalne poti
Območje okoli jezera Matheson kot del narodnega parka Westland Tai Poutini upravlja Ministrstvo za varstvo narave (DOC), ki vzdržuje sprehajalne poti in dostop do priljubljenih razglednih točk okoli jezera. Lahka, 2,6 km dolga sprehajalna pot kroži okoli jezera, z izhodiščem pri kavarni Matheson Cafe približno 5 km od okrožja Fox Glacier. Pot prečka viseči most čez reko Clearwater in vodi do več razglednih točk, zlasti na skrajnem koncu jezera do »Pogleda razgledov« in Reflection Islanda. Povratek traja približno uro in pol. Prvih 20 minut hoje do razgledne točke Jetty je dostopnih z invalidskim vozičkom in vodi do pontonskega pomola, ki se razteza v jezero.
- Viseči most
- reka Clearwater
- Reflection Island
- Pogled pogledov
- Sprehod skozi mokrišče

Februarja 2019 je večji zemeljski plaz blokiral severno dostopno cesto do ledenika Fox. Kot del 3,9 milijona dolarjev vrednega vladnega načrta za nadomestitev tega zaprtja so izboljšali objekte ob jezeru Matheson, ki so ga povezali z občino s kolesarsko/sprehajalno potjo od Cook Flata. Zanemarjena pot, ki vodi od vzhodne strani Lake Matheson Walk do kroga okoli jezera Gault, 8 km povratna pot, je bila nadgrajena v status lahka.

## Rastlinstvo in živalstvo
Jezero in njegovo majhno povodje sta skoraj v celoti obdana z avtohtonim gozdom podokarpovk. Gozd ob robu jezera sestavljajo predvsem Hallova tōtara (Podocarpus laetus), južna rātā (Metrosideros umbellata), kāmahi (Weinmannia racemosa) in rimu (Dacrydium cupressinum). Druga gozdna drevesa so miro (Prumnopitys ferruginea), širokolistna ali pāpāuma (Griselinia littoralis), kahikatea (Dacrycarpus dacrydioides), gorski horopito (Pseudowintera colorata) in pate ali sedemprstnica (Schefflera digitata). Na mestu, kjer se pot vzpenja višje, tōtara postane manj pogosta, rimu in Quintinia serrata pa pogostejša. V jezeru raste redka vodna rastlina Myriophyllum robustum. Mokrišča, ki mejijo na jezero, vsebujejo harakeke (Phormium tenax) in navadni šaš (Eleocharis acuta).
- Quintinia serrata
- Ascarina lucida
- Podocarpus laetus
- Prumnopitys taxifolia
- Dacrydium cupressinum

Okoli jezera so pogoste praproti in mahovi, med pomembne vrste pa sodijo perje valižanskega princa (Leptopteris superba), svetleči slezenovec (Asplenium oblongifolium) in povešeni slezenovec (Asplenium flaccidum). Orjaški mah Dawsonia je viden na več mestih.
- Asplenium oblongifolium
- Sticherus cunninghamii
- Leptopteris superba
- Dawsonia

Novozelandsko praprotnico ali mātātā (Poodytes punctatus) je mogoče najti v mokrišču okoli jezera, ogrožene vrste rjavega Ōkārito kivija, znanega kot rowi (Apteryx rowi), pa so decembra 2018 izpustili v sosednje pogorje Omoeroa. Lokalna ekoturistična operacija je začela projekt Early Bird v sodelovanju z Ministrstvom za varstvo narave leta 2018 s postavitvijo 80 pasti okoli jezera Matheson, da bi ulovila vnesene plenilske sesalce, kot so podlasice in podgane.

## Galerija
- Pred sončnim vzhodom
- Takoj po sončnem vzhodu
- Tik pred sončnim zahodom
- Ponoči
- Možnost fotografiranja na začetku pohoda